# 珍珠渡假村纜車

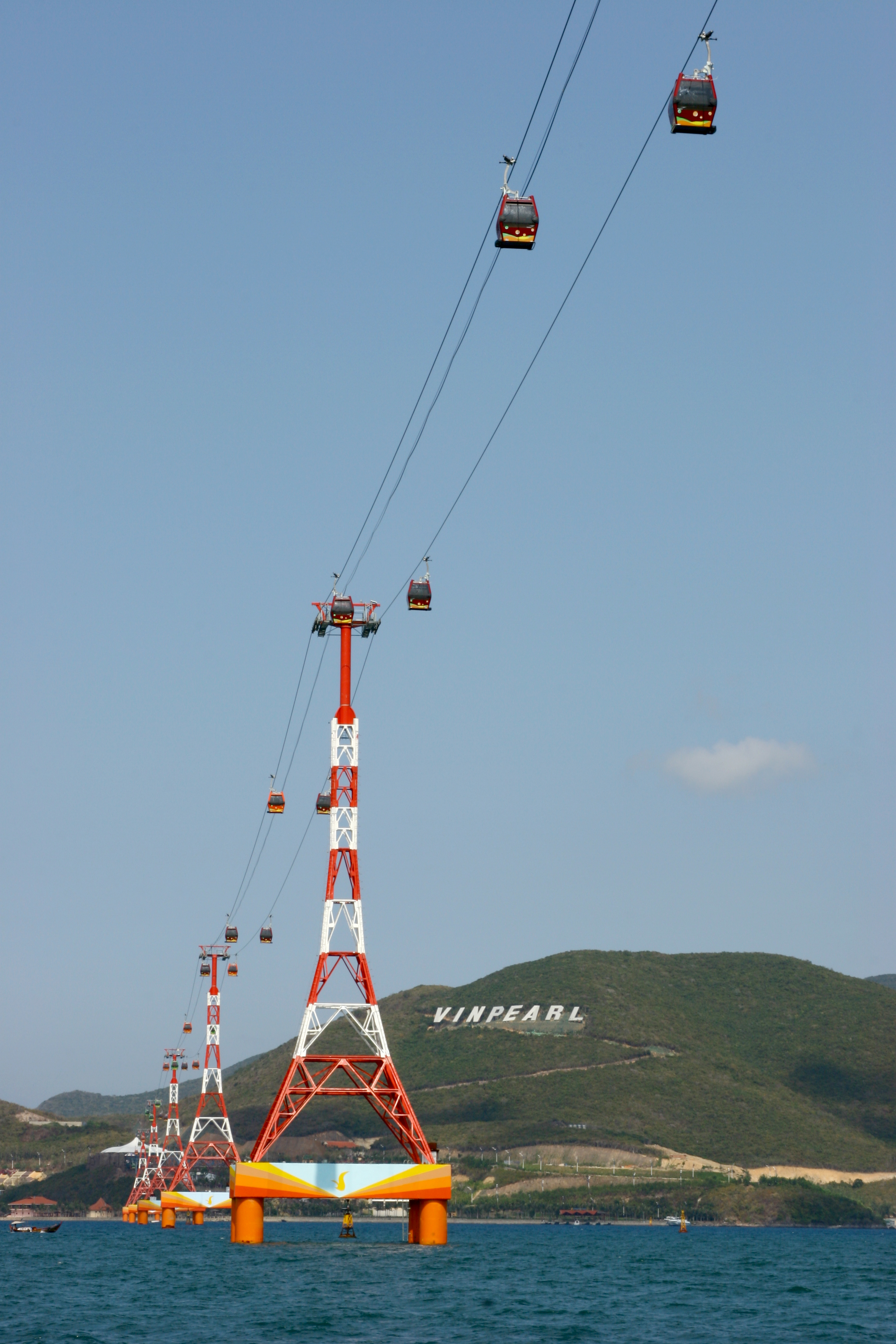
珍珠渡假村纜車

珍珠渡假村纜車是一條位於越南慶和省芽莊市漢滓島長約3311公尺的纜車線，提供芽莊市往返珍珠渡假村的運輸服務。該纜車由法國Poma公司於2006年4月建造並於2007年3月完工，全長有七個纜車柱，最高者約115公尺。該纜車線是全越南最長的商用纜車線。